# Eleftherios Matsoukas
Eleftherios Matsoukas (griechisch Ελευθέριος Ματσούκας, * 7. März 1990 in Athen) ist ein griechischer Fußballspieler.

## Karriere
Seine fußballerische Karriere begann er bei Olympiakos Piräus. Im Juli 2007 unterschrieb er dann im Alter von 17 Jahren dort einen Profivertrag. Dort gewann er den griechischen Supercup. Nach nur einem Spiel wechselte er schließlich im August 2008 zu Ethnikos Asteras aus der zweiten griechischen Liga. In elf Spielen für den Verein legte er auch einmal ein Tor auf. Nach fünf Monaten kehrte er im Januar 2009 nach Piräus zurück. Im Februar wechselte er dann nach Deutschland zu Werder Bremens U-19-Juniorenmannschaft.
Für die U-19 stand er in der Rückrunde 14-mal auf dem Platz. Er erzielte dabei drei Tore und machte zwei Vorlagen. Im Juli gewann er dann mit Werder Bremens U-19 die Deutsche Meisterschaft Nord/Ost. In der neuen Saison stieg er dann in die zweite Mannschaft der Bremer auf. In der Hinrunde kam er 3-mal zum Einsatz. Sein Vertrag wurde im Sommer 2010 nicht mehr verlängert. Danach spielte er bei verschiedenen griechischen Zweitligisten. Mit dem PAS Lamia gelang ihm 2017 der Aufstieg in die Super League, nach einem Wechsel zu Doxa Dramas spielte Matsoukas jedoch weiterhin in der zweitklassigen Football League. Im Winter 2019 schloss er sich dem serbischen Erstligisten FK Dinamo Vranje an. Dort verblieb er ein Jahr, bevor er zu Ionikos Nikea wechselte.

## Nationalmannschaft
Matsoukas war U-19 Nationalspieler von Griechenland und stand bei der U-19-Fußball-Europameisterschaft 2008 im Kader.